# Tom Malchow
Thomas Andrew Malchow (Saint Paul, 18 de agosto de 1976) é um nadador dos Estados Unidos, campeão olímpico dos 200 metros borboleta nos Jogos de Sydney em 2000.
Foi detentor do recorde mundial dos 200m borboleta entre 2000 e 2001.